# آخرین موج
آخرین موج (انگلیسی: The Last Wave) یک فیلم درام معمایی علمی–تخیلی به کارگردانی پیتر ویر محصول سال ۱۹۷۷ است. از بازیگران آن می‌توان به ریچارد چمبرلین و دیوید گالپیلیل اشاره کرد.

## طرح قصه
فیلم با صحنه‌هایی مونتاژی از زندگی روزمره در استرالیای دهه ۱۹۷۰ آغاز می‌شود: مدرسه ای روستایی در بیابان با کودکانی که در آن بازی می‌کنند.